# 马斯卡雷尼亚斯·德莫赖斯
马斯卡雷尼亚斯·德莫赖斯（葡萄牙語：Mascarenhas de Morais，1883年11月13日—1968年9月17日），是巴西的陆军元帅。1942年巴西对德国宣战之后，德莫赖斯曾被瓦加斯政府任命为远征军第一师师长。二战结束后，他在1946年正式晋升为元帅，并于1951年至1954年间担任武装部队参谋总长。